# مارك ديمون
مارك ديمون (بالإنجليزية: Mark Damon)‏ (و. 1933 – م) هو ممثل، ومنتج أفلام، من الولايات المتحدة الأمريكية، ولد في شيكاغو.

## وصلات خارجية
- مارك ديمون على موقع IMDb (الإنجليزية)
- مارك ديمون على موقع ألو سيني (الفرنسية)
- مارك ديمون على موقع أول موفي (الإنجليزية)
- مارك ديمون على موقع قاعدة بيانات الأفلام السويدية (السويدية)
- مارك ديمون على موقع قاعدة بيانات الفيلم (الإنجليزية)
- مارك ديمون على موقع كينوبويسك (الروسية)
- مارك ديمون في قاعدة بيانات الأفلام على الإنترنت